# Francisco Bushell
Pour les articles homonymes, voir Laussat.
Francisco Bushell y Laussat, né en 1826 à Alicante et mort en 1901 dans la même ville, est un peintre espagnol.

## Biographie
Francisco Bushell y Laussat naît en 1826 à Alicante. Il se forme à l'Académie royale des Beaux-Arts Saint-Ferdinand et dans l'atelier de Michel Dumas à Paris.
À son retour en Espagne, il participe avec succès aux expositions de Madrid, Valence et Alicante. Il expose également à Paris en 1866, 1879 et 1881 et à Édimbourg en 1879. Ses paysages sont remarquables par l'intensité des sentiments qu'ils expriment et par l'harmonie de leurs couleurs.
Francisco Bushell y Laussat meurt en 1901 dans sa ville natale.